# Rudolf Krause
Rudolf Krause, nemški dirkač Formule 1, * 30. marec 1907, Reichenbach im Vogtland, Nemčija, † 11. april 1987, Reichenbach im Vogtland, Nemčija.
Rudolf Krause je pokojni nemški dirkač Formule 1. V svoji karieri je nastopil le na dveh domačih dirkah, Veliki nagradi Nemčije v sezoni 1952, kjer je odstopil, in Veliki nagradi Nemčije v sezoni 1953, kjer je zasedel štirinajsto mesto. Umrl je leta 1987.

## Popolni rezultati Formule 1
(legenda) (odebeljene dirke pomenijo najboljši štartni položaj, poševne pa najhitrejši krog, †-uvrščen kljub odstopu)
| Leto | Moštvo        | Šasija  | Motor | 1   | 2    | 3   | 4   | 5   | 6       | 7      | 8   | 9   | Prv | Toč |
| ---- | ------------- | ------- | ----- | --- | ---- | --- | --- | --- | ------- | ------ | --- | --- | --- | --- |
| 1952 | Rudolf Krause | Reif    | BMW   | ŠVI | INDY | BEL | FRA | VB  | NEM Ret | NIZ    | ITA |     | -   | 0   |
| 1953 | Dora Greifzu  | Greifzu | BMW   | ARG | INDY | NIZ | BEL | FRA | VB      | NEM 14 | ŠVI | ITA | -   | 0   |